# Casuarina equisetifolia
Casuarina equisetifolia je drevo južne poloble iz družine Casuarinaceae (kazuarinovke).

## Opis
Ime je ta rastlina dobila po avstralskem ptiču kazuarju, saj so neolistane veje tega drevesa podobne kazuarjevemu perju. Drevo lahko zraste do 30 metrov visoko, okroglasta krošnja pa je sestavljena iz členastih vej, na katere so nameščeni drobni luskasti listi. Cvetovi so enospolni. Moški so združeni v dolgih klasih, ženski pa v skupinah, ki merijo 1 cm v premeru in se oplojeni združijo v olesenelo rdečerjavo tvorbo, polno semen. Zaradi podobnosti teh semenskih tvorb s storži se je rastline oprijelo tudi ime avstralski bor.

## Razširjenost
Casuarina equisetifolia je razširjena v Avstraliji, Oceaniji, Indiji, pa vse do Madagaskarja. Raste na različnih podlagah, rada pa ima zmerno podnebje. Razmnožuje se s semeni in potaknjenci.